# Il diavolo in calzoncini rosa
Il diavolo in calzoncini rosa (Heller in Pink Tights) è un film del 1959, diretto da George Cukor.

## Trama
Di ambientazione western, racconta le avventure di una compagnia teatrale girovaga che giunge nel 1880 in un paesino puritano del Far West.